# Aarburg

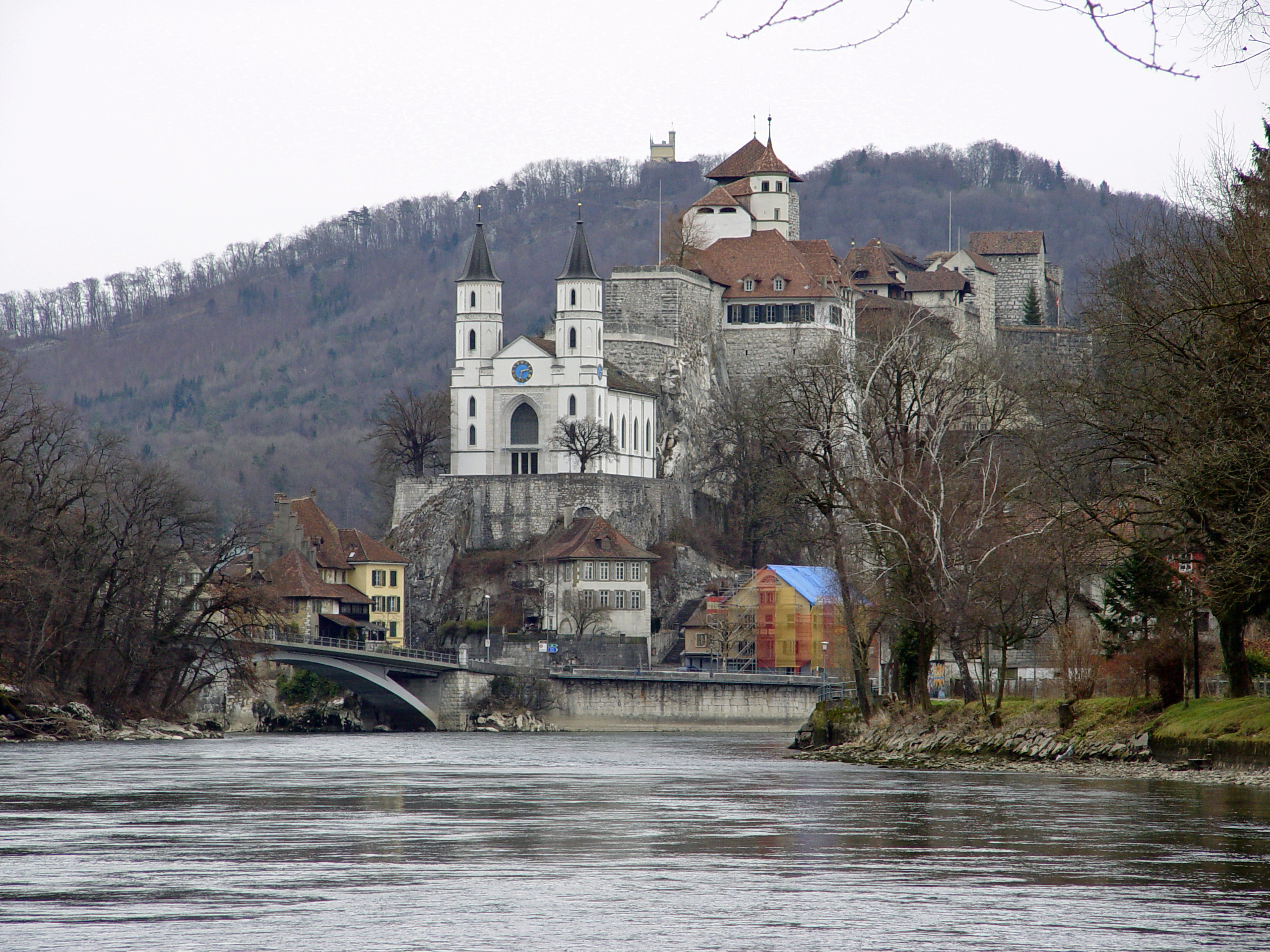
Aarburg vid floden Aare.

Aarburg (äldre franskt namn: Aarbourg) är en stad och kommun i distriktet Zofingen i kantonen Aargau i Schweiz. Kommunen har 8 891 invånare (2023) och är belägen vid Wiggers utlopp i Aare. En 80 meter lång hängbro leder över floden. Ovanför staden, på höga klippor, ligger slottet Aarburg.